# Matthias Ambros
Matthias Ambros (ur. 24 lipca 1979 w Freyung) – niemiecki duchowny katolicki, podsekretarz Dykasterii ds. Kultury i Edukacji.

## Życiorys
10 października 2009 otrzymał święcenia kapłańskie i został inkardynowany do diecezji Pasawy. Uzyskał doktorat z prawa kanonicznego (Dr. iur. can.) na Papieskim Uniwersytecie Gregoriańskim.
31 stycznia 2024 został mianowany podsekretarzem Dykasterii ds. Kultury i Edukacji. 